# Verolanuova
Verolanuova is een gemeente in de Italiaanse provincie Brescia (regio Lombardije) en telt 7857 inwoners (31-12-2004). De oppervlakte bedraagt 25,9 km², de bevolkingsdichtheid is 301 inwoners per km².
De volgende frazioni maken deel uit van de gemeente: Breda Libera, Cadignano.

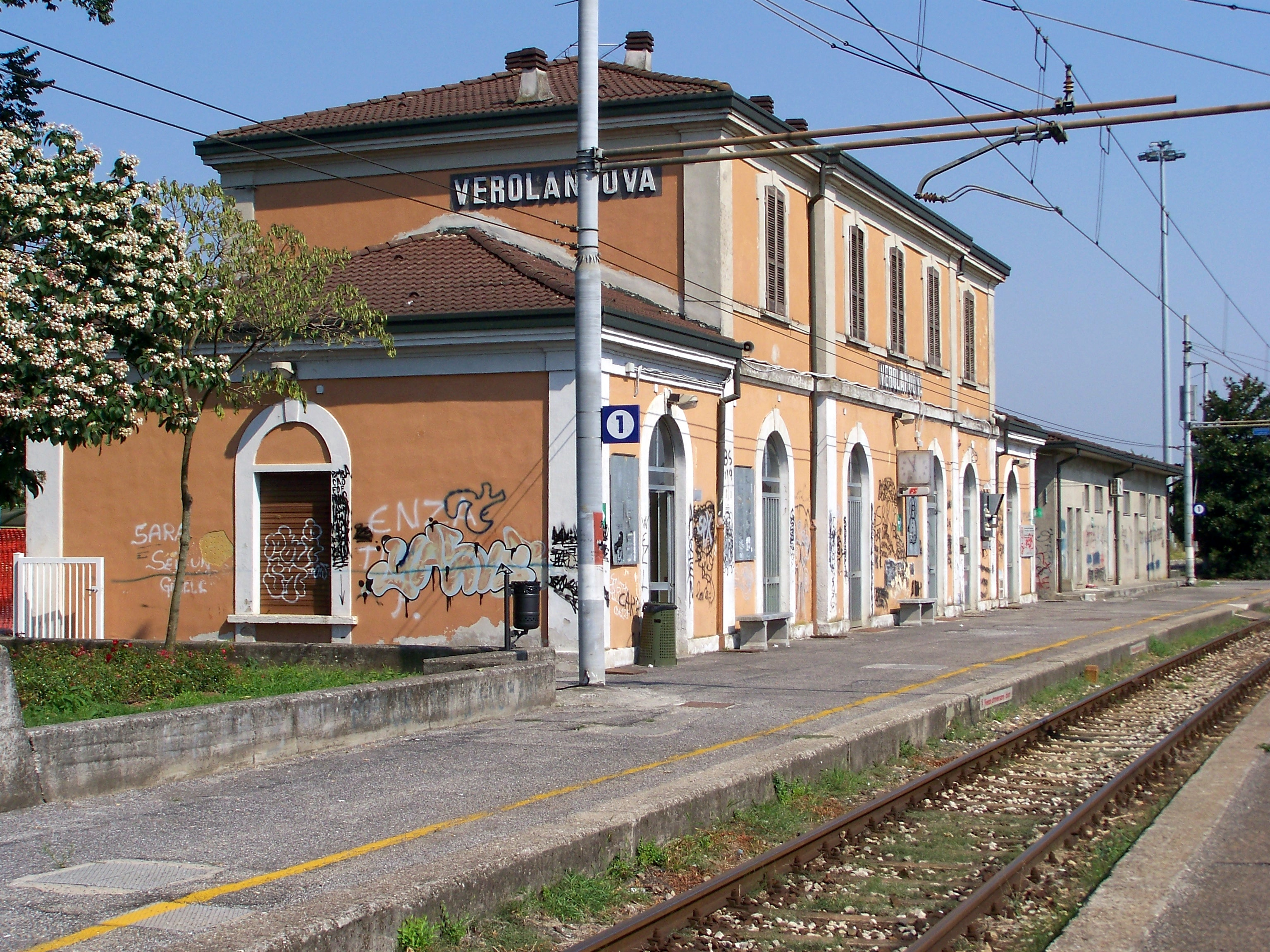
Station van Verolanuova

## Demografie
Verolanuova telt ongeveer 2990 huishoudens. Het aantal inwoners steeg in de periode 1991-2001 met 0,5% volgens cijfers uit de tienjaarlijkse volkstellingen van ISTAT.
| Jaar | Inwoneraantal |
| ---- | ------------- |
| 1991 | 7500          |
| 2001 | 7539          |

## Geografie
Verolanuova grenst aan de volgende gemeenten: Bassano Bresciano, Borgo San Giacomo, Manerbio, Offlaga, Pontevico, San Paolo, Verolavecchia.